# ブライアン・マースデン
ブライアン・マースデン（Brian G. Marsden、1937年8月5日 - 2010年11月18日）はイギリス生まれの天文学者。

## 人物
ケンブリッジに生まれ、オクスフォード大学で学んだ後、イェール大学で学位を得た。天体力学、位置天文学を専門にし、小惑星、彗星の位置の修正、軌道の計算などを行った。しばしば、きわめて少ない観測データから軌道の計算を行った。
マースデンは、いったん見失われた彗星や小惑星の再発見を助けた。いったん発見されながら、観測データが少なくその後の位置の予測ができずに失われる小惑星や彗星があり、特に彗星は太陽に近づいたときに噴出するガスの効果など重力以外の軌道に影響する要素があり、その軌道計算はかなり困難である。マースデンは非重力効果を計算し、行方がわからなくなっていたスウィフト・タットル彗星の1992年の出現の予測に成功した。
小天体の軌道などを研究する天体力学の分野を研究し、1978年から30年近くに渡って、小惑星の発見に関する情報の提供を行っている小惑星センター (MPC: Minor Planet Center) の所長を務めた。2006年から小惑星センターが所属するハーバード・スミソニアン天体物理学センターの名誉所長となった。
冥王星の分類に関して、1999年に冥王星を小惑星にも分類し、小惑星番号10000を与えるという提案を行ったがこれは採用されなかった。
小惑星発見者としては、1982年に (37556) スヴィヤズティエを発見している。
2010年11月18日、病気のために亡くなった。73歳没。

## 賞歴
- 米国天文学会 George Van Biesbroeck Prize（1989年）
- 米国天文学会 Dynamical Astronomy 部門 ブラウワー賞（1995年）

## エポニム
- 小惑星 : (1877) マースデン [4]

## 脚註
1. ↑  日本ではマースデンと表記されることがほとんどだが、原語の発音はマーズデンに近い。
2. ↑  “(37556) Svyaztie = 1982 QP3 = 1999 JC60”.   MPC. 2021年8月1日閲覧。
3. ↑  Brian G. Marsden (1937-2010) スカイ&テレスコープ 2010年11月18日閲覧
4. ↑  “(1877) Marsden = 1950 TG = 1950 TT2 = 1971 FC”.   MPC. 2021年8月1日閲覧。